# Castell de Prades
El castell de Prades era a l'extrem nord-oest de la població de Prades. Actualment en resta poca cosa. Fou abandonat i restà repartit entre diverses cases fet que ara en dificulta molt la interpretació. L'element del conjunt castral més ben conservat ha estat la capella o església de Sant Miquel del castell de Prades, darrerament restaurada. Prades és al centre de les muntanyes del mateix nom, en un altiplà al límit amb la Conca de Barberà, l'Alt Camp i el Priorat.

## Història
Prades o almenys el seu castell té un origen islàmic. Cap al 1090, els àrabs van construir diferents edificacions com ara el castell de Siurana i les muralles de Prades, que l'any 1153 van anar a parar en mans de Ramon Berenguer III durant la conquesta de l'Emirat de Xibràna. L'any 1159 Ramon Berenguer IV, conquerida Siurana, els concedí carta de poblament.
La vila de Prades tingué el seu moment de màxim desenvolupament durant els segles xiii i XIV. El 1200 ja es té referència del mercat de la vila (s'arribaren a celebrar quatre fires de bestiar a l'any). El 1324, Jaume el Just creà el comtat de Prades per al seu fill Ramon Berenguer que el 1341 el permutà al seu germà Pere pel comtat d'Empúries. Al s. XIV hi ha proves d'una comunitat jueva i com a les viles i ciutats més dinàmiques de Catalunya, s'hi establiren ordes mendicants. L'esplendor i influència de Prades no es pot deslligar del fet que fou capital de la batllia reial de les Muntanyes de Prades. El batlle residia habitualment al castell de Prades. (Als territoris de la Corona d'Aragó, abans dels Decrets de Nova Planta, la batllia era l'àmbit de jurisprudència d'un batlle senyorial).
Durant el segle xv la branca lateral de la família reial que posseïa el comtat va entroncar amb la casa ducal de Cardona que en fou la titular a partir d'aquest moment. Posteriorment, mitjançant diversos enllaços matrimonials, el comtat passà a la casa ducal de Medinaceli (1663), casa a la qual pertany en l'actualitat el títol de comte de Prades.
El 1718, durant la guerra de successió, el castell va ser totalment enderrocat. A partir del segle xviii, Prades anà perdent el paper de capital comarcal, tot i que el seu mercat encara era potent.
La vila de Prades és un molt bon exemple d'una forma d'organització urbanística típica de l'època medieval, centrada en un castell, l'església i la plaça del mercat.